# Baltis Vallis

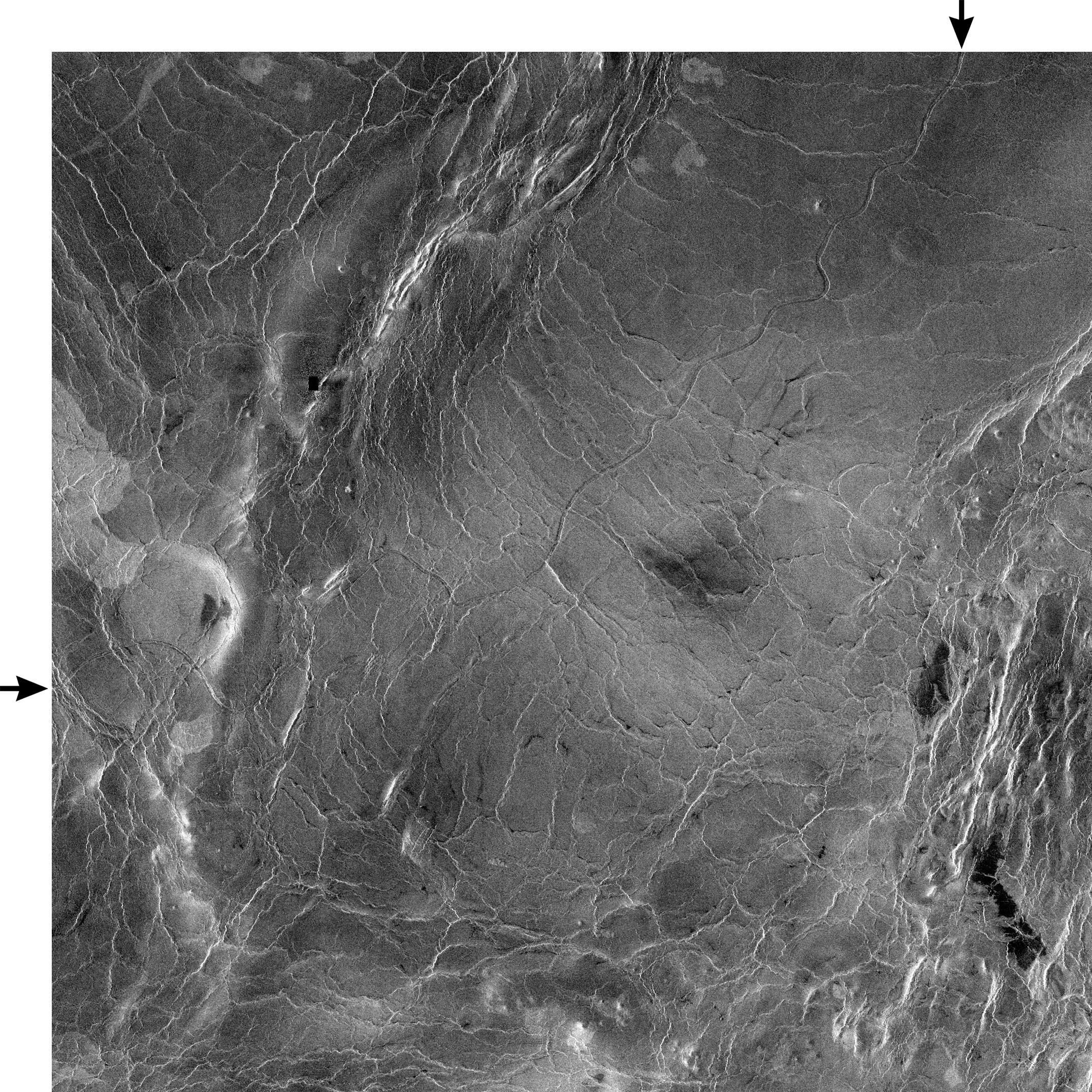
Радарна світлина Магеллана, що показує сегмент Baltis Vallis завдовжки 600 км

Baltis Vallis — звивистий канал на Венері, завширшки 1 — 3 км та завдовжки майже 7000 км, це трохи довше, ніж Ніл і є найдовшим відомим каналом будь-якого походження в Сонячній системі. Вважається, що він колись дренував лаву та був лавовим каналом.
Лава повинна мати дуже низьку в'язкість, можливо, через вміст карбонатиту. Вулкан Ол-Доїньо-Ленгаї в Танзанії вивергає натрокарбонатну лаву температури близько 780 К (510 ° С), що приблизно дорівнює середній температурі навколишнього середовища Венери 735 К (462 ° С). Аналіз профілів поперечного перерізу (з використанням даних яскравості з радіолокаційних зображень отриманих із супутника Магеллан радара із синтезованою апертурою) вказує на те, що Baltis Vallis має долини, перші 1500 км, і внутрішньоканальні хребти, переважно в сегменті від 1500 до 3000 км від джерела, Особливість в першу чергу ерозійна, з нижньою поверхнею 20-100 м нижче навколишніх рівнин на 90% досліджених ділянок. Середні глибини і ширини каналу 46 ± 16 м та 2,2 ± 0,4 км відповідно.
Канал розташований у зоні, що складається цілком з рівнин і пасом. Топографія каналу змінна, що свідчить про те, що з часу утворення каналу відбулося на різних дистанціях підйом та занурення каналу.
Обидва кінці каналу затемнені, тому його повна довжина невідома. Спочатку цей канал був відкритий радянськими супутниками Венера 15 і 16, які, незважаючи на їх кілометрову роздільну здатність, виявили понад 1000 км каналу. Ці канальноподібні функції є спільними на рівнинах Венери. Деякі місця, здається, були сформовані лавою, яка, можливо, розтопила або термічно проторила шлях рівниною. На деяких дистанціях вони нагадують наземні меандруючі річки, з закрутами, обрізаними луками та покинутими канальними сегментами. Проте канали Венери набагато більші ніж земні річки. Більшість з них частково поховані молодшими рівнинами лави, що ускладнює їх виявлення. Деякі з них мають великі радарно-темні рівнини, пов'язані з ними, що свідчить про великі обсяги потоку. Ці канали з великими відкладеннями, як видається, старіші за інші типи каналів, оскільки вони перетинаються з переломами та гребенями, і часто поховані під іншими вулканічними матеріалами. Крім того, вони, як видається, зазнали підйом та занурення, що дозволяє припустити, що рівнини були викривлені регіональним тектонізмом після утворення каналу.